# Green Bay Packers
Green Bay Packers je profesionální klub amerického fotbalu, který sídlí ve městě Green Bay ve státě Wisconsin. V současné době je členem North Division (Severní divize) National Football Conference (NFC, Národní fotbalové konference) National Football League (NFL, Národní fotbalové ligy). Packers jsou třetím nejstarším týmem v NFL, byli založeni již v roce 1919. Také jsou jedinou neziskovou společností vlastněnou komunitou fotbalových fanoušků, která řídí profesionální sportovní tým ve Spojených státech amerických.
Packers jsou posledním zástupcem týmů z malých měst, které byly ve dvacátých a třicátých letech 20. století v NFL běžné. Klub založili v roce 1919 Earl „Curly“ Lambeau (odtud název Lambeau Field, na kterém tým hraje) a George Whitney Calhoun, ale počátky Packers sahají až do roku 1896 k poloprofesionálním týmům z Green Baye. V letech 1919 a 1920 Packers startovali jako poloprofesionální fotbalový tým proti klubům z celého Wisconsinu a Středozápadu USA. Poté se připojili k American Professional Football Association (APFA) v roce 1921, předchůdce toho, co je dnes známé jako National Football League. Přestože jsou Packers posledním týmem v NFL z malého města, jejich fanouškovská základna expandovala do nedalekého Millwaukee; tým zde mezi roky 1933 až 1994 sehrál některá vybraná utkání.
Green Bay Packers získali 13 ligových titulů (více než kterýkoliv jiný tým v NFL), včetně zisku devíti šampionátů NFL a čtyř vítězství v Super Bowlech v letech 1967 (Super Bowl I), 1968 (Super Bowl II), 1997 (Super Bowl XXXI) a 2011 (Super Bowl XLV). Jejich největšími soupeři jsou Chicago Bears, proti kterým sehráli více než 180 utkání, a Detroit Lions, s nimiž soupeří od třicátých let. Green Bay také pojí vášnivá rivalita s Minnesotou Vikings, která spolu s Packers, Bears a Lions tvoří NFC North, přezdívanou jako „Black and Blue Division“ vzhledem k intenzitě soupeření mezi těmito týmy. Dallas Cowboys jsou historicky známí jako největší soupeři Packers v play-off poté, co je Green Bay porazilo v proslulém Ice Bowlu v roce 1967.

## Založení

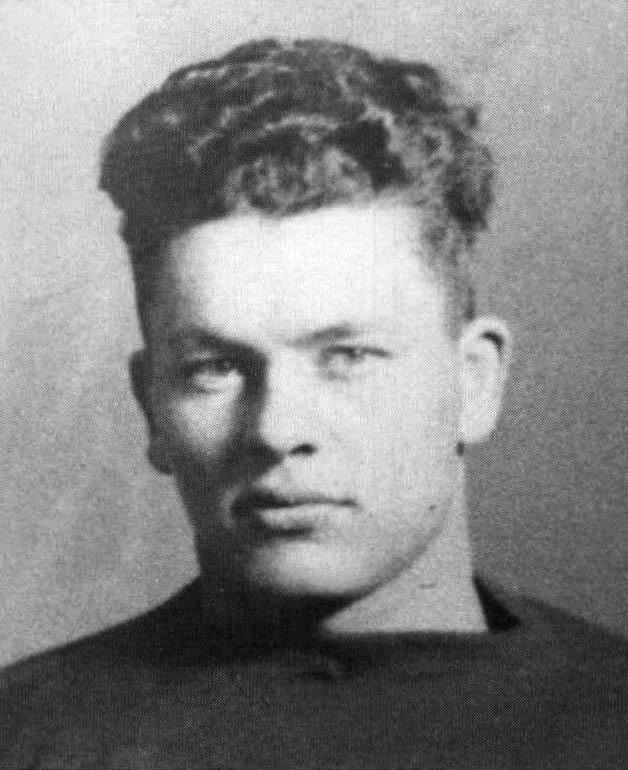
Earl "Curly" Lambeau

Green Bay Packers byli založeni 11. srpna 1919 bývalými univerzitními fotbalovými rivaly Earlem „Curly“ Lambeauem a Georgem Whitneyem Calhounem. Lambeau získal peníze na dresy pro svůj tým od Indian Packing Company. Za 500 dolarů a nákup vybavení sponzor požadoval, aby se tým jmenoval podle něj. Od té doby Packers hrají zápasy ve svém původním městě, déle než jakýkoliv jiný tým v NFL.
27. srpna 1921 Packers získali licenci v nově založené profesionální fotbalové soutěži NFL, která se zrodila o rok dříve. Finanční starosti začaly klub ničit a držení licence se ocitlo v ohrožení, ale pak Lambeau objevil nové investory a licenci zachránil i pro následující sezónu. Tito investoři, známí jako "Pět hladových", založili Green Bay Football Corporation.

## Významné sezóny

### Rekordních 13 titulů
Packers získali 13 mistrovských titulů, nejvíc ze všech týmů NFL (další nejbližší je Chicago Bears s devíti). První tři získali po skončení základní části, další šest ve finálových zápasech NFL a poslední čtyři v Super Bowlech. Také jsou jediným klubem v NFL, který získal tři tituly po sobě a to hned dvakrát (1929–31 a 1965–67).

### 1929–1931: Lambeaův tým přichází
Po těsném neúspěchu v roce 1927 získává Lambeaův tým první titul o dva roky později. Packers za celou sezónu neprohráli, ve třinácti zápasech pouze jednou remizovali a hned osmkrát nedovolili soupeři skórovat ani bod. Titul obhájili v letech 1930 a 1931, když předčili soupeře z New Yorku a Chicaga. Mike Michalske, Johnny McNally, Cal Hubbard nebo Arnie Herber, všichni budoucí členové Fotbalové síně slávy, byli oporami klubu v této době. Jedním z mnoha výjimečných rekordů této éry bylo třicet za sebou jdoucích zápasů bez porážky na domácím stadionu, což je stále platný rekord NFL.

### 1935–1945: Éra Dona Hutsona

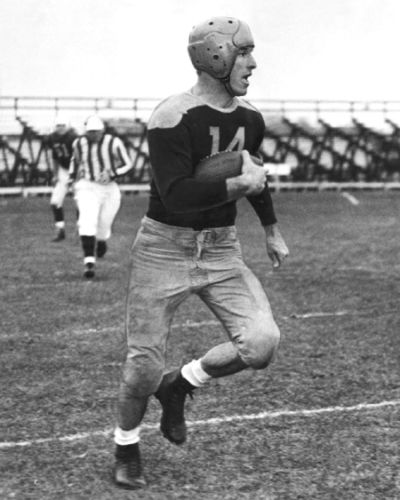
Don Hutson v dresu Packers; po ukončení kariéry v roce 1951 bylo jeho číslo prvním, které Packers vyřadili z nabídky

Příchod Split enda Dona Hutsona z Alabamy v roce 1935 dal Lambeauovi a Packers do rukou nejobávanější ofenzivní zbraň v celé soutěži. Hutson se podílel na vzniku přihrávkových vzorů a také díky tomu se stal osmkrát nejlepším ligovým wide receiverem a Packers pomohl k titulům v letech 1936, 1939 a 1944. Univerzální Hutson v roce 1940 rovněž zaznamenal nejvíc interceptionů ze všech hráčů NFL. Když roku 1945 skončil, zůstalo po něm 18 rekordů NFL, z nichž mnohé stále platí. V roce 1951 bylo jeho číslo 14 jako vůbec první v historii Packers navždy vyřazeno a Hutson byl při otevírání Fotbalové síně slávy v roce 1963 zařazen mezi první zvolené hráče.

### 1946–1958: Plané roky
Po Hutsonově odchodu nebyl Lambeau schopen zastavit strmý sestup Packers a po sezóně 1949 rezignoval. Gene Ronzani ani Lisle Blackbourn neobnovili bývalé kouzlo Packers, a to ani přesto, že v roce 1957 byl otevřen nový stadion. Nezdary vyvrcholily v sezóně 1958, kdy tým pod trenérem Rayen McLeanem zaznamenal bilanci 1-1-10, nejhorší v historii Green Baye.

### 1959–1967: Lombardiho éra a slavné roky
2. února 1959 najali Packers asistenta New York Giants Vince Lombardiho na pozici hlavního trenéra a generálního manažera, a tím nastartovali okamžitý obrat. Lombardi stvořil tým desetiletí, jenž během sedmi sezón získal 5× mistrovský titul včetně dvou Super Bowlů. Během této éry zazářili v ofenzívě hráči jako Bart Starr, Jim Taylor, Carroll Dale, Paul Hornung, Forrest Gregg a Jerry Kramer, a v defenzívě třeba Willie Davis, Henry Jordan, Willie Wood, Ray Nitschke, Dave Robinson nebo Herb Adderley.

#### 1959
V prvním utkání pod Lombardim 27. září 1959 Packers porazili Chicago Bears 9:6. Po dvou dalších vítězstvích následovalo pět porážek, ale zbytek zápasů Packers získali ve svůj prospěch a díky bilanci 7-5 si připsali první kladnou sezónu od roku 1945. Za tento počin byl Lombardi poprvé vyhlášen Trenérem roku.

#### 1960
Příští sezónu Packers pod vedením Paula Hornunga získali titul v divizi NFL West a ve finále se střetli s Philadelphií Eagles. V závěru dramatického utkání Packers prohrávali o 4 body, když Chuck Bednarik tackloval Jima Taylora pouhých 9 yardů od endzóny a v ten moment vypršel čas. Hráči Green Baye prohlásili, že "zápas neprohráli; byli na cestě k vítězství, když jim prostě došel čas."

#### 1961
Packers se znovu dostali až do NFL Championship game, kde se střetli s New York Giants, ale poprvé v historii na svém domácím stadionu. Green Bay skórovalo ve druhé čtvrtině 24 bodů včetně rekordních devatenácti bodů Paula Hornunga, který byl pro utkání speciálně "zapůjčen" z Armády. Packers nakonec převálcovali Giants 37:0 a získali první titul od roku 1944.

#### 1962
Výborné forma se přenesla i do ročníku 1962 a po deseti vítězstvích v řadě Packers ukončili základní část s bilancí 13-1. Díky konzistentním výkonům se Lombardiho Packers stali prominentním týmem NFL a dokonce se objevili na obálce časopisu Time 21. prosince 1962. Krátce po této události se znovu střetli ve finále NFL s New York Giants v mnohem brutálnějším utkání než předchozí rok, nicméně Jerry Kramer a Jim Taylor pomohli k vítězství 16:7 a obhajobě titulu.

#### 1965
Po dvouleté přestávce se Packers znovu dostali až do finále NFL, když v boji o titul ve Western Conference zdolali Baltimore Colts. Toto utkání je známé kontroverzním momentem, kdy za stavu 7:10 pro Colts vyrovnal Don Chandler proměněným field gólem, ačkoliv míč šel evidentně mimo. Od příští sezóny pak byly brankové tyče prodlouženy. Po vítězství v prodloužení 13:10 čekali na Green Bay obhájci titulu Cleveland Browns, které zdolali 23:12 a získali třetí titul v Lombardiho éře.

#### 1966
Pod vedením Nejužitečnějšího hráče sezóny, quarterbacka Barta Starra, Packers prošli základní částí s bilancí 12-2 a opět se dostali do Finále NFL, kterým ale tento ročník poprvé v historii nekončil. V závěru zápasu proti Dallas Cowboys za stavu 34:27 se soupeř zastavil na 2-yardové linii a utkání hrozilo prodloužení. Při čtvrtém downu ovšem Don Meredith zachytil interception a tím rozhodl o vítězství Green Baye. V historicky prvním Super Bowlu pak Packers porazili vítěze AFL Kansas City Chiefs suverénně 35:10, když ve druhém poločase skórovali díky třem touchdownům 21 bodů a soupeř 0.

#### 1967
Sezóna 1967 byla poslední pro Vince Lombardiho jako hlavního trenéra Packers. Ve finále konference se Green Bay znovu střetlo s Dallas Cowboys v zápase přezdívaném jako "Ice Bowl" kvůli brutálně chladnému počasí, které panovaly toho dne na stadionu Lambeau Field. Kromě extrémních klimatických podmínek vešel do historie také jako jeden z nejlepších zápasů americké fotbalu. 16 sekund před koncem quarterback sneak Barta Starra přinesl vítězství Packers 21:17 a zisk třetí konferenčního titulu v řadě – mety, kterou se nikdy jinému týmu nepodařila zdolat. V Super Bowlu II proti Oakland Raiders se Packers dostali proměněným field gólem do vedení a bez problémů svůj náskok nadále navyšovali. Nakonec zvítězili 33:14 a Bart Starr byl podruhé za sebou vyhlášen Nejužitečnějším hráčem Super Bowlu.
Po utkání Lombardi odstoupil z pozice hlavního trenéra a na jeho místo byl jmenován Phil Bengtson. Následující sezónu pak působil jako generální manažer, aby v roce 1969 z Green Baye odešel, a stal se trenérem a menšinovým vlastníkem Washington Redskins. Po Lombardiho smrti 3. září 1970 byl trofej pro vítěze Super Bowlu pojmenována právě po něm na počest jeho a jeho týmu. Stadion Lambeau Field se nachází na adrese 1265 Lombardi Avenue, protože bývalá Highland Avenue ve městě Green Bay byla takto přejmenována v roce 1968.

### 1968–1991
V následujícím čtvrtstoletí po Lombardiho odchodu zažili Packers jen málo úspěchů. Během 24 sezon měli pětkrát aktivní bilanci, z toho jednou ve zkrácené sezóně 1982. V play-off se objevili dvakrát, zvítězili pouze v jediném utkání. Během této doby s u kormidla vystřídalo pět hlavních trenérů – Phil Bengtson, Dan Devine, Bart Starr, Forrest Gregg a Lindy Infante – z nichž dva (Starr a Gregg) byli bývalí hráči z Lombardiho éry a jeden (Bengtson) bývalý kouč. Každý z těchto mužů dovedl Packers k horšímu výsledku než jeho předchůdce.
Pro tuto dobu jsou také typická špatná personální rozhodnutí. První příklad je z roku 1974, kdy Dan Devine jako generální manažer poslal pět práv volby v draftech 1975 a 76 do Los Angeles Rams výměnou za quarterbacka John Hadla, který v Green Bay následně strávil pouze jeden a půl sezóny. Druhý příklad je z roku 1989, kdy byli v draftu k dispozici hráči jako Barry Sanders, Deion Sanders nebo Derrick Thomas, ale Packers si vybrali offensive linemana Tonyho Mandariche jako druhého hráče celkově. I přes vysoká očekávání Mandarich nikdy nepředvedl výkony, které se od něj očekávaly, a stanice ESPN ho v pořadu "25 největších sportovních propadáků všech dob" zařadila na 3. místo.

### 1992–2007: Éra Bretta Favrea

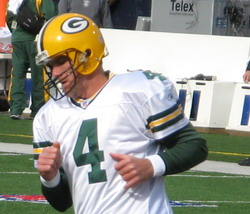
Brett Favre

Špatná rozhodnutí Packers vyústila v příchod nového generálního manažera Rona Wolfa, který převzal plnou kontrolu nad fotbalovými operacemi v průběhu sezóny 1991. Před startem sezóny 1992 pak jako nového hlavního trenéra Wolf najal Mikea Holmgrena, bývalého ofenzivního koordinátora San Francisca 49ers.
Krátce poté Wolf získal quarterbacka Bretta Favrea z Atlanty Falcons za právo volby v prvním kole draftu. Favre nahradil zraněného Dona Majkowskiho a přivedl Packers k obratu v utkání s Cincinnati Bengals. Od té chvíle se stal startujícím hráčem a tuto pozici si udržel až do konce sezóny 2007. Stal se tak rekordmanem NFL, kdy v dresech Packers, Jets a Vikings odehrál 297 zápasů v řadě za sebou jako startující hráč a tuto sérii ukončil až v průběhu sezóny 2010.
Packers dosáhli v sezóně 1992 na bilanci 9-7, a definitivně potvrdili návrat ke špičce, když v roce 1993 přivedli Reggieho Whitea, pravděpodobně nejcennějšího volného hráče v historii NFL: White věřil, že Wolf, Holmgren a Favre vedou klub ke světlým zítřkům. S Whitem v sestavě se Packers dvakrát dostali do druhého kola play-off, jenže jak v roce 1993, tak i 1994 vypadli s Dallas Cowboys. V roce 1995 pak získali titul v divizi NFC Central, poprvé od sezóny 1972. Následně vyřadili bývalý Favreho klub Atlantu Falcons 37:20, poté obhájce Super Bowlu San Francisco 49ers 27:17, ale ve finále konference znovu podlehli Cowboys 27:38.

#### 1996 – Šampioni Super Bowlu XXXI
V sezóně 1996 byla proměna Packers dokonána. Tým si v základní části připsal bilanci 13–3, nejlepší z celé ligy, a tím také výhodu domácího prostředí pro celé play-off. Mohl se také pyšnit nejlepším útokem, nejlepší obranou a nejlepším special teamem v čele s držitelem Heismanovy trofeje Desmondem Howardem. Po relativně snadném vítězství nad 49ers 35:14 si v utkání přezdívaném "Ice Bowl 2" poradili také s Carolinou Panthers 30:13. V Super Bowlu XXXI pak přehráli New England Patriots 35:21 a získali dvanáctý titul. Howard byl zvolen Nejužitečnějším hráčem utkání za svůj kickoff return vrácený do touchdownu, který definitivně zastavil snahu Patriots o obrat. V roce 2007 panel expertů vyhlásil Packers z roku 96 jako šestý největší tým, který kdy hrál Super Bowl.

#### 1997
Následující sezónu Packers zopakovali svou bilanci 13-3 a získali druhý titul v konferenci NFC v řadě. Po zdolání Tampy Bay Buccaneers 21:7 a 49ers 23:10 se v Super Bowlu XXXII postavili Denver Broncos s Johnem Elwayem v čele a prohráli 24:31.

#### 1998–2006
V sezóně 1998 si Packers připsali v základní části 11 vítězství a 5 porážek, a v prvním kole play-off se střetli se San Franciscem. Bylo to již čtvrté setkání těchto dvou týmů v play-off během čtyř let, a šesté celkově od sezóny 1995. Packers zvítězili ve všech předchozích zápasech a média spekulovala, že další porážka 49ers bude stát jejich hlavního trenéra Stevea Mariucciho místo. Na rozdíl od předchozích utkání toto mělo vyrovnaný průběh a vedení se přelévalo z jedné strany na druhou. V čase 4:19 před koncem základní hrací doby zakončil Brett Favre 89 yardů dlouhý drive touchdownovou přihrávkou na wide receivera Antonia Freemana. Za toho stavu by Packers postupovali, jenže quarterback 49ers Steve Young se nenechal zahanbit a ještě před vypršením hrací doby dovedl svou ofenzívu k touchdownu, když Terrell Owens pouhé 3 sekundy před koncem zachytil přihrávku mezi několika obránci. Utkání nicméně poznamenala jedna kontroverzní událost: během vítězného drivu se wide receiver 49ers Jerry Rice dopustil fumblu, který rozhodčí chybně označili jako "down by contact". Televizní záznamy potvrdily toto podezření, načež NFL následující sezónu zavedla pro rozhodčí systém kontroly pomocí videa. Kromě toho tento moment znamenal také konec éry Packers. O několik dní později Mike Holmgren opustil Green Bay a stal se viceprezidentem, generálním manažerem a trenérem Seattle Seahawks. Mnozí z jeho realizačního týmu odešli s ním a Reggie White následně ukončil kariéru (i když se v roce 2000 upsal na jednu sezónu Carolině Panthers). V letech 1999 a 2000 tak tým musel najít novou tvář, když ho opustilo tolik lidí zodpovědných za zisk Super Bowlu.
Nový trenérem se stal Ray Rhodes, který si nejprve vysloužil pověst kvalitního defenzivního koordinátora a také v letech 1995–1998 vedl Philadelphii Eagles. Ron Wolf věřil, že zkušený a k hráčům přívětivý Rhodes bude dobře pasovat k veteránům Packers, jenže byl po jedné sezóně a bilanci 8-8 vyhozen. Wolf totiž navštívil trénink v závěru sezóny 1999 a zjistil, že rhodesův styl je moc pohodlný a měkký, a v klubu začíná panovat příliš pohodlná atmosféra.
Pro sezónu 2000 Wolf nahradil Rhodese Mikem Shermanem. Sherman nikdy předtím netrénoval žádný fotbalový tým na jakékoliv úrovni a byl pro kuloáry NFL poměrně neznámý. Jeho jediná zkušenost v profesionálním americkém fotbalu spadala do let 1997–98, kdy byl trenérem tight endů Packers. Roku 1999 pak následoval Mikea Holmgrena do Seattlu, kde se stal koordinátorem ofenzívy, ale nevybíral akce během zápasů. Wolf vyzdvihoval především jeho organizační schopnosti a smysl pro detail. Sherman odstartoval svou první sezónu pomalu, jenže Packers získali poslední čtyři zápasy základní části a skončili s bilancí 9 vítězství a 7 porážek. Brett Favre si pochvaloval atmosféru, kterou do kabiny vnesl a fanoušci začali být optimističtí ohledně budoucnosti. Jenže v přestávce mezi sezónami Wolf oznámil, že rezignuje na funkci generálního manažera po Draftu 2001. Prezident Packers Bob Harlan byl překvapen Wolfovou rezignací a neměl za něj žádnou náhradu. Harlan preferoval strukturu, kterou založil v roce 1991: generální manažer řídil fotbalové operace a najímal hlavního trenéra. Ale se změnami, které proběhli v sezóně 2000, byl Harlan nucen stanovit novou filozofii. Wolf doporučil, aby jeho pozici dostal Sherman. Přestože nechtěl, nakonec Harlan souhlasil s Wolfovými argumenty a od ročníku 2001 se Sherman stává generálním manažerem a zároveň hlavním trenérem.
V letech 2001–04 vytvořil Sherman z Packers respektovaný tým úspěšný v základní části, který se opíral o Bretta Favrea, Ahmana Greena a silnou offensive line. Jenže Shermanovy týmy pokaždé zklamaly v play-off. Až do sezóny 2003 Packers nikdy neprohráli domácí utkání play-off od jeho ustavení v roce 1933 (z 13 zápasů 11 vyhráli na Lambeau Field a dva v Milwaukee). Tato série skončila 4. ledna 2003, když Atlanta Falcons porazila Packers 7:27 ve NFC Wild Card Game. Green Bay také ztratilo domácí zápas proti Minnesotě Vikings o dva roky později.
Na konci sezóny 2004 se Sherman zdál přepracovaný, občas měl problémy komunikovat s hráči během trénink, a zároveň s nimi vyjednávat smlouvy. Harlan došel k závěru, že obě funkce naráz jsou pro jednoho muže příliš a Shermana odvolal z funkce generálního manažera, ale hlavním trenérem zůstal. Ze Seahawks byl najat viceprezident fotbalových operací Ted Thompson, jenž se stal novým výkonným viceprezidentem, generálním manažerem a ředitelem fotbalových operací. Vztahy mezi Shermanem a Thompsonem se zhoršily poté, co Thompson okamžitě začal s přebudováním kádru Green Baye. Po mizerné sezóně 4-12 Thomspon Shermana propustil a najal Mikea McCartyho, bývalého koordinátora ofenzívy 49ers, jako nového hlavního trenéra. McCarthy v roce 1999 působil u Packers jako trenér quarterbacků.

#### 2007

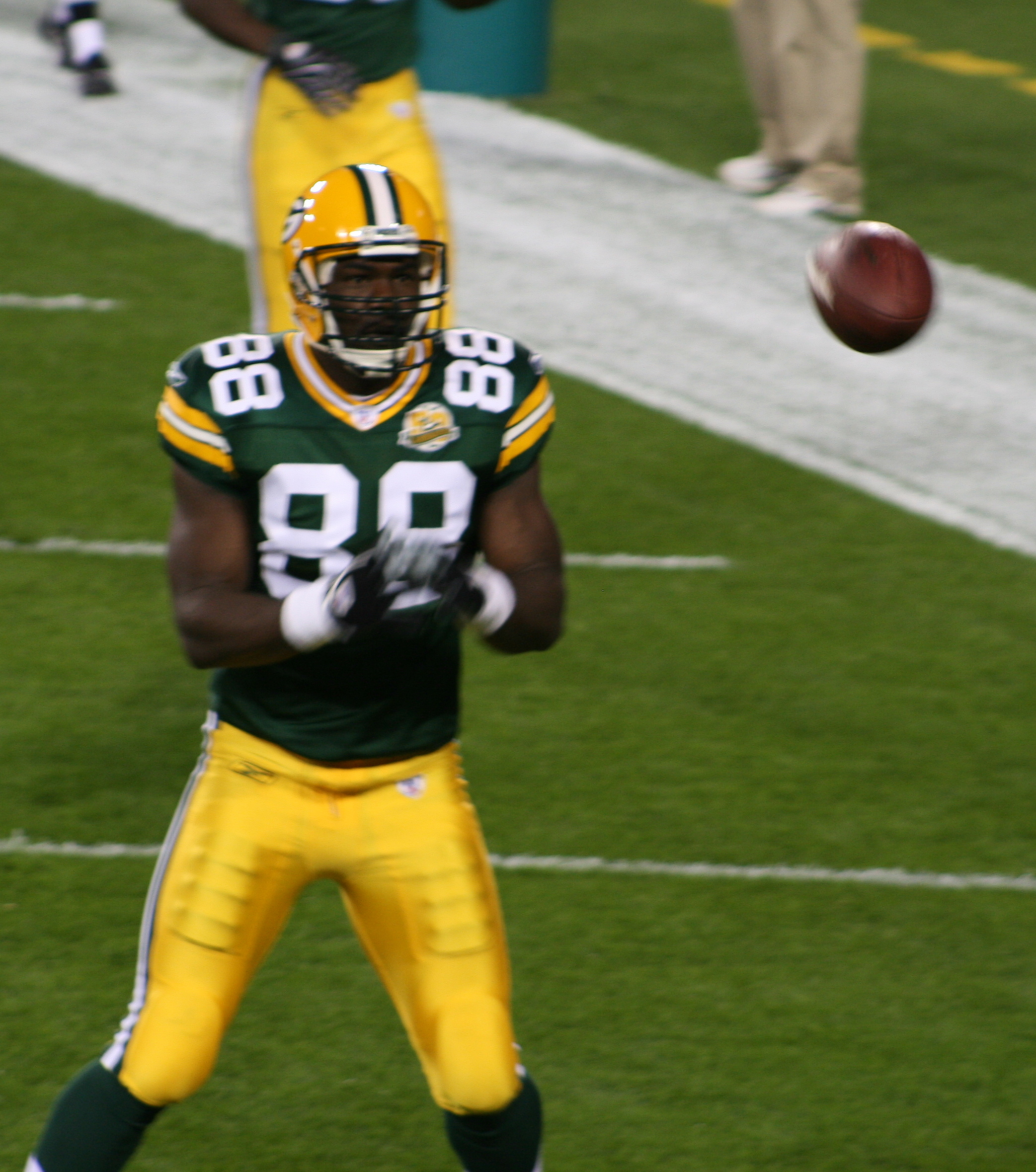
Bývalý tight end Packers Bubba Franks v akci v sezóně 2007

Po neúčasti v play-off 2006 Brett Favre oznámil, že se vrátí následující rok: sezóna 2007 nakonec byla jednou z nejúspěšnějších v jeho kariéře. Packers získali 10 z prvních 11 zápasů a základní část zakončili s bilancí 13-3, čímž dostali volno pro první kolo play-off. Pasový útok vedený Favrem a podporovaný skupinou velmi dobrých wide recieverů posunul Packers na druhé místo v konferenci NFC za Dallas Cowboys a třetí v rámci celé ligy. Running back Ryan Grant vyměněný z New York Giants za právo volby v 4. a 6. kole draftu naběhal v deseti zápasech 956 yardů a skóroval 8 touchdownů. V Divisional playoff round v husté sněhové vichřici porazili Packers Seahawks 42:20, když Grant získal přes 200 yardů a 3 touchdowny, zatímco Favre přihrál na další 3 touchdowny. 20. ledna 2008 se poprvé po deseti letech Packers utkali o konferenční titul v Green Bayi s New York Giants. Zápas prohráli v prodloužení 20:23 field gólem Lawrence Tynese. Toto byl poslední zápas Bretta Favrea v dresu Packers, přičemž jeho poslední akcí byla interception v prodloužení. Mezitím v prosinci 2007 podepsal Thompson pětileté prodloužení smlouvy a 5. února 2005 trenér McCarthy rovněž pětileté prodloužení.

### 2008 – současnost: Éra Aarona Rodgerse

#### 2008

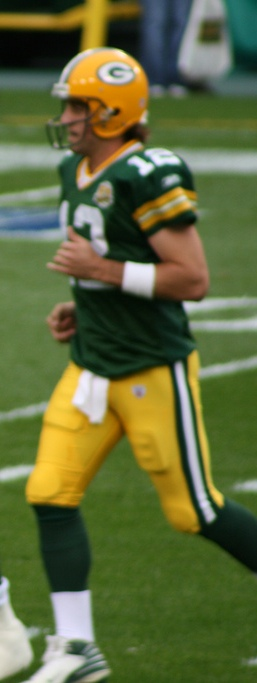
Quarterback Aaron Rodgers, nejužtečnější hráč Super Bowlu 2010

4. března 2008 Brett Favre dojatě oznámil konec kariéry. Během pěti měsíců si ale svoje rozhodnutí rozmyslel a 29. července žádá NFL o návrat. Favreho žádost schválil komisionář NFL Roger Goodell s účinností od 4. srpna 2008. O dva dny později byla oznámena jeho výměna do New York Jets za dodatečné právo volby v Draftu 2009.
Packers začali ročník s quarterbackem Aaronem Rodgersem, kterého si vybrali v prvním kole Draftu 2005. Rodgersovi se nováčkovská sezóna povedla, naházel přes 4 000 yardů a přihrál na 28 touchdownů. Nicméně kvůli zraněními decimované obraně Packers prohráli sedm těsných zápasů o 4 body a méně, a skončili s bilancí 6-10 bez nároku na play-off. Po sezóně McCarthy propustil 8 asistentů trenéra včetně koordinátora defenzívy Boba Sanderse, kterého nahradil Dom Capers.

#### 2009
V březnu 2009 klub ujistil fanoušky, že Favreho číslo 4 bude z nabídky vyřazeno, ale ne během sezóny 2009. Favre nakonec přestoupil do týmu Minnesota Vikings, divizního rivala Packers, a jeho číslo nakonec nikdy nebylo vyřazeno. V dubnu 2009 si Packers v Draftu NFL v 1. kole vybrali defensive tackla B.J. Rajiho z Boston College, následně vyměnili tři práva volby (včetně toho za Bretta Favrea) za další volbu v prvním kole a zde si zvolili outside linebackera z University of Southern California Claye Matthewse III.
V průběhu sezóny 2009 došlo ke dvěma střetům mezi Packers a Vikings pod vedením Favrea, a oba zápasy byly ostře sledované. První střet během 4. týdne v rámci Monday Night Football zlomil několik rekordů sledovanosti; utkání mohlo být uskutečněno v tomto termínu pouze proto, že komisionář baseballové MLB a zároveň člen správní rady Packers Bud Selig donutil baseballový tým Minnesota Twins k přesunu jejich zápasu, který s utkáním Packers-Vikings kolidoval. Vikings nakonec zvítězili 23:30, Favre zaznamenal 3 TD, 0 INT a passer rating 135. I druhé střetnutí získali Vikings v poměru 26:38. Aaron Rodgers byl celý zápas pod permanentním tlakem, byl čtrnáctkrát sackován, ale i tak přihrál na 5 TD a pouze jednu interception. Po porážce následující týden od slabé Tampy Bay Buccaneers si hráči Packers udělali schůzi, která vyčistila vnitřní vztahy a tým následně zvítězil v sedmi z osmi zápasů. S bilancí 11-5 se Packers dostali do Wild Card Game, obrana byla hodnocena jako druhá nejlepší a útok jako šestý nejlepší v lize. V 1. kole play-off ovšem Packers narazili na Arizonu Cardinals a po divoké přestřelce s nimi prohráli 45:51 v prodloužení.

#### 2010 – Šampioni Super Bowlu XLV

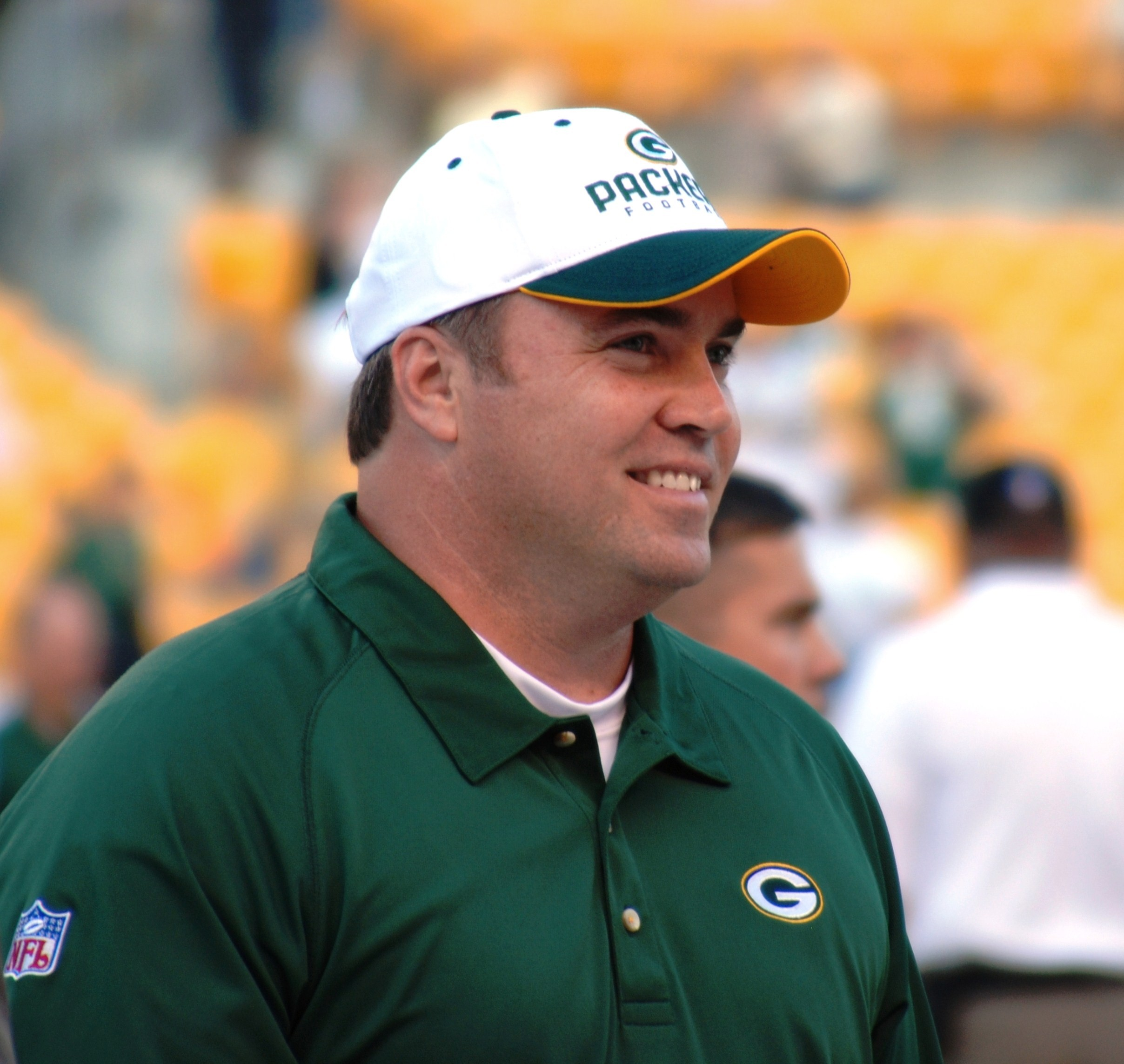
Současný hlavní trenér Packers Mike McCarthy

Na začátku září oznámili Packers soupisku 53 hráčů, dalších 20 bylo propuštěno. Ztrátou bylo suspendování Johnna Jollyho, který porušil antidopingovou směrnici NFL, další rána přišla v 1. týdnu, kdy si koleno poranil RB Ryan Grant a sezóna pro něj skončila. Na konci ročníku měli Packers na marodce 16 borců včetně sedmi startujících hráčů. Základní část zakončili s bilancí 10-6, když si účast v play-off a divokou kartu vybojovali až v posledním utkání proti Chicagu Bears díky vítězství 10:3. V 1. kole play-off se Packers střetli s třetí nasazenou Philadelphií Eagles, kterou porazili 21:16. V 2. kole smetli první nasazenou Atlantu Falcons 48:21 a ve finále konference je na stadionu Soldier Field čekalo Chicago Bears – bylo to teprve druhé setkání těchto dvou letitých divizních rivalů v play-off (první přišlo v NFL Championship game v roce 1941 a Bears ho vyhráli 14:33). Ovšem tentokrát slavili vítězství Packers v poměru 21:14 a 6. února 2011 se v Super Bowlu XLV na Cowboys Stadium utkali s vítězi konference AFC, Pittsburgh Steelers. Po napínavém průběhu zdolali soupeře 31:25, stali se prvním týmem z konference NFC v historii, který jako šestý nasazený vyhrál Super Bowl a Aaron Rodgers byl jmenován Nejužitečnějším hráčem utkání.

#### 2011
Obhájci titulu vstoupili do nové sezóny fenomenálně a především díky výborné pasové hře si dlouho udržovali neporazitelnost. Jediné zaváhání nakonec přišlo v 15. týdnu proti Kansas City Chiefs, ale to již měli Packers první místo v konferenci jisté. Po volnu v 1. kole play-off se na Lambeau Field střetli s New York Giants a naprosto vyhořeli. Offensive line Green Baye si nedokázala poradit s mohutným pass rushem Giants, Aaron Rodgers byl čtyřikrát sackován, zkompletoval "pouze" 26 z 46 přihrávek pro 264 yardů, 2 TD a 1 INT, a Packers prohráli 20:37.

#### 2012
Po neslavném ukončení slibně rozjeté sezóny 2011 vstoupili Packers také do nové ho ročníku nejistě. Po porážce od Indianapolis Colts 27:30 měli dvě vítězství a tři porážky, jenže pak zvítězili v následujících 9 z 10 zápasů a díky bilanci 11-5 se probojovali do play-off ze třetího místa konference NFC. V posledním utkání základní části již jistí vítězové divize Packers prohráli s Vikings 34:37 a hned o týden později se oba týmy znovu střetli v prvním kole play-off. Green Bay ovšem tentokrát nedalo soupeři šanci, po třech čtvrtinách vedlo 24:3 a bez problémů si pohlídalo postup do dalšího kola. V Divisional Playoff Game zavítali Packers na hřiště San Francisca a po vyrovnané první půli zazářil v té druhé quarterback 49ers Colin Kaepernick, který si celkem připsal 263 yardů pasových plus 2 TD, a 181 yardů běhových plus další 2 TD. Packers prohráli 31:45, koordinátor ofenzívy Joe Philbin se stal hlavním trenérem Miami Dolphins a na jeho místo nastoupil trenér quarterbacků Tom Clements.

#### 2013
Stejně jako v sezóně 2012 se Packers potýkali se špatnou hrou obrany a množstvím zranění, která ovšem tentokrát nepostihla klíčové hráče. V prvních sedmi zápasech Green Bay prohrálo pouze dvakrát, útok pod vedením Aarona Rodgerse táhl mužstvo a ani obrana si nevedla špatně. Jenže následovalo 5 utkání bez vítězství, ve kterých se karta úplně obrátila a začal boj o play-off. Po dvou těsných jednobodových vítězstvích nad Falcons a Cowboys mělo rozhodnout derby na hřišti Bears. Vyrovnaný zápas rozhodl 43 sekund před koncem Aarona Rodgers, který přihrál Randallu Cobbovi na 48 yardů dlouhý touchdown. V samém závěru se o Hail-Mary pass pokusil quarterback Bears Jay Cutler, ale přihrávku zachytil cornerback Sam Shields. V prvním kole play-off čekali Packers vysoce favorizovaní 49ers. Ale ani přes vyrovnaný průběh zápasu a solidní výkon obrany to na vítězství nestačilo, 3 sekundy před koncem kopl rozhodující field gól Phil Dawson a stanovil konečné skóre na 20:23 ve prospěch San Francisca.

## Veřejně obchodovatelná společnost
Packers jsou jedinou neziskovou společností vlastněnou komunitou fotbalových fanoušků, která řídí profesionální sportovní tým ve Spojených státech amerických. Obvykle je klub vlastněn jednou osobou, partnery nebo společností, tedy "majitelem". Absence dominantního vlastníka byla jedním z důvodů, proč Packers nikdy neodešli z Green Baye, podle sčítání z roku 2010 města s pouze 104 057 obyvatel. I když klub funguje jako nezisková organizace, technicky je ziskovou organizací, protože podle zákonů státu Wisconsin nemůže nezisková organizace vydávat akcie.
Pro srovnání, typické město hostící klub NFL má populaci čítající stovky tisíc nebo dokonce miliony obyvatel. Nicméně Packers mají dlouholetou a rozsáhlou základnu fanoušků pod celém Wisconsinu a části amerického středozápadu. Ve skutečnosti Packers celá desetiletí hráli čtyři zápasy za sezónu v Milwaukee (jeden přípravný, tři v základní části) na stadionech Wisconsin State Fair Park a Milwaukee County Stadium. Teprve od roku 1995 hrají pouze v Green Bayi, protože nástupce County Stadium, Miller Park, byl navržen pouze jako baseballový stadion místo víceúčelové arény.
Na základě původních "Articles of Incorporation for the Green Bay Football Corporation" (Stanov společnosti pro Green Bay Football Corporation) zavedených v roce 1923 v případě, že by licence Packers měla být prodána, by po zaplacení všech výdajů měla jakákoliv zbývající částka jít jako příspěvek "Sullivan Post of the American Legion" na vybudování vojenského památníku. Tato klauzule byla přijata proto, aby klub zůstal v Green Bayi a nikdy nemohl být finančně vykoupen akcionáři. V listopadu 1997 na výroční schůzi akcionáři odhlasovali změnu příjemce ze "Sullivan-Wallen Post" na "Nadaci Green Bay Packers", která finančně přispívá do mnoha charitativních organizací a institucí po celé Wisconsinu.
V roce 1950 Packers vydali sadu akcií, aby tak znovu získali peníze na podporu týmu. K dalšímu prodeji akcií došlo na konci roku 1997 a začátku roku 1998. Přibylo 105 989 nových akcionářů, jenž přinesli přes 24 milionů dolarů, které byly použity k vylepšení Lambeau Field. Za cenu 200 dolarů za akcii si fanoušci koupili 120 010 akcií během sedmnácti týdnů do 16. března 1998. Pátý prodej v historii klubu začal 6. prosince 2011 a běžel až do 29. února 2012. Během tohoto prodeje bylo prodáno 269 000 akcií při ceně 250 dolarů za akcii. Bylo prodáno také zhruba 2 000 akcií do Kanady, což byl první mezinárodní prodej v historii Packers. Veškerý výtěžek z prodeje zamířil k Lambeau Field: projekt za 143 milionů dolarů zahrnoval rozšíření přibližně o 6 700 míst, nové HD obrazovky, nový zvukový systém a dva nové vstupy pro diváky. Akcionáři mají hlasovací právo, ale výkupní akcií cena je minimální, dividendy žádné, akcie nemohou být znehodnoceny a vlastnictví akcií nepřináší žádné výhody směrem k permanentním vstupenkám. Nově zakoupené akcie mohou být věnovány jako dar, jenže jakmile je vlastnictví ustaveno, jsou převody technicky povolené pouze mezi nejbližšími rodinnými příslušníky. Žádný akcionář nemůže vlastnit více než 200 akcí, aby se tak nemohlo stát, že jednotlivec převezme kontrolu nad klubem. Pro řízení klubu je zvolena Správní rada společnosti, kterou volí akcionáři.
Klubem zvolený prezident reprezentuje Packers na setkání majitelů klubů NFL, pokud není určen nikdo jiný. Během svého trenérského působení Vince Lombardi reprezentoval klub na setkáních v roli generálního manažera, ale na srazech majitelů se této role ujal prezident Dominic Olejniczak.
Green Bay je jediným týmem v NFL s touto strukturou vedení; takovéto vlastnictví v přímém rozporu se stanovami soutěže, v nichž je stanoven limit 32 majitelů jednoho týmu a jeden z těchto vlastníků musí mít minimálně 30% podíl. Nicméně Packers vznikli ještě před ustanovením tohoto pravidla v 80. letech 20. století a jsou tedy z něj vyňati. Packers jsou tak jediným americkým profesionálním sportovním klubem, který vydává finanční bilanci za každý uplynulý rok.

### Správní rada společnosti
Akciovou společnost Green Bay Packers řídí sedmičlenný výkonný výbor, jehož zástupci jsou voleni z pětačtyřicetičlenné správní rady společnosti. Výbor se skládá z prezidenta, viceprezidenta, pokladníka, tajemníka a třech řadových členů. Prezident je jediný placený funkcionář, ostatní pozice jsou neplacené. Výbor řídí vedení společnosti, schvaluje významné kapitálové výdaje, stanovuje politiku klubu a sleduje výkony vedení v oblastech podnikání a spravování majetku společnosti.

## Fanoušci
Fanouškovská základna Packers je výjimečně oddaná, bez ohledu na výkony týmu je každé utkání na Lambeau Field od roku 1960 vyprodané, a také je jedna z největších, přestože mají zdaleka nejmenší lokální televizní trh. Každý rok se také řadí mezi nejpopulárnější týmy v NFL. Packers mají jednu z nejdelších čekacích listin na permanentní vstupenky v profesionálním sportu, okolo 86 tisíc lidí, což je více než kapacita stadionu. Průměrná čekací doba na permanentku je více než 30 let; ale protože se každý rok uvolní pouze 90 vstupenek, jméno přidané na listinu dnes by mohlo strávit na čekací listině i 955 let. Z tohoto důvodu není neobvyklé, že se permanentky odkazují v poslední vůli nebo že je novorozenci darován certifikát na umístění na čekací listině po obdržení rodného jména. V srpnu 2008 ESPN.com vyhlásila fanoušky Packers jako druhé nejlepší z celé NFL. Tým původně skončil na děleném prvním místě s Pittsburgh Steelers, jenže majitel ESPN John Clayton, rodák z Pittsburghu, odsunul Packers dozadu.

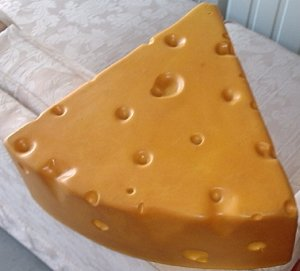
Čepice cheeshead, kterou nosí fanoušci Packers

 Fanoušci Packers jsou často označováni jako "cheeseheads". Termín původně odkazoval na obyvatele státu Wisconsin všeobecně (kvůli výrobě sýra), ale dnes označuje především fanoušky Green Bay Packers. Název vznikl v roce 1987 jako urážka fanoušků baseballového týmu Chicago White Sox při utkání proti Milwaukee Brewers. V následujících letech a zejména od roku 1994 se název "cheeseheads" osvojili také fanoušci Packers.
Během soustředění v letních měsících, které se konají mimo Centrum Dona Hutsona na Ray Nitschke Field mladí fanoušci Packers mohou půjčit svá kola svým oblíbeným hráčům na cestu od hřiště ke kabinám. Tato stará tradice se datuje zhruba do roku 1957 (první rok existence Lambeau Field). Bývalý tight end Packers Gary Knafelc řekl: "Myslím, že děti jenom chtěli, abychom se projeli na jejich kolech. Vzpomínám si, jak říkali: Hej, svez se na mém kole." Tato praxe pokračuje i dnes.

## Přezdívka, logo, dresy
Earl Lambeau, zakladatel klubu, získal peníze na nákup uniforem a vybavení od svého zaměstnavatele, Indian Packing Company. Bylo mu poskytnuto 500 dolarů, ale výměnou za to se klub musel jmenovat podle svého sponzora (stejná událost se stala i o rok později, kdy se Decatur Staleys přejmenovali na Chicago Bears). První novinové články přezdívali týmu "the Indians", ale v době okolo prvního zápasu se ujal název "Packers". V roce 1920 je Indian Packing Company pohlcena Acme Packing Company, ale ani tato společnost nepřestala financovat Lambeaův tým, který v první sezóně v NFL nosil na dresech nápis "ACME PACKERS".
Lambeau, který navštěvoval University of Notre Dame, převzal barvy místního fotbalového týmu Fighting Irish, námořnickou modrou a tmavě zlatou. Stejně postupoval i George Halas v případě Chicaga Bears a University of Illinois. V začátcích tak byli Packers přezdívání "Bays", "Blues" nebo "Big Bay Blues", a i když to nebyly oficiální přezdívky, Lambeau ve 20. letech uvažoval o "Blues" namísto "Packers".
V 50. letech změnili Packers své barvy na tmavě zelenou a zlatou. Námořnická modrá se stala až třetí barvou, používala se pouze po stranách dresů a krátce nato zmizela z oficiálních materiálů definitivně. Nové barevné schéma dalo Packers asi jejich nejznámější přezdívku: "The Green and Gold". V roce 1994 v rámci oslav 75 let od založení klubu tým představil historické dresy, které následně dvakrát použil na Den díkuvzdání proti Detroit Lions: v sezóně 2001 to byly dresy z 30. let a v sezóně 2003 dresy z pozdních 60. let (ty se od současných lišily pouze nepatrně).
Oválné logo s G, které znamená Green Bay, bylo vytvořeno v roce 1961. Lombardi zaúkoloval manažera Geralda Braishera, aby zajistil nové logo na helmy. Braisher požádal svého asistent, studenta umění na St. Norbert College Johna Gordona, aby vytvořil nějaké návrhy. Oba poté finální návrh předložili Lombardimu, který ho schválil. Running back Tiki Barber mylně tvrdil, aniž by si ověřil fakta, že G znamená "greatness", a některá média uváděla Barberovo tvrzení jako falešný zdroj. Asistent ředitele a PR mluvčí na toto téma prohlásil: "Nic v naší historii neukazuje, že je to pravda. Správci Síně slávy Packers tvrdí tu samou věc." Před rokem 1961 používali Packers mnohá loga, ale oválné G je jediné, které se kdy objevilo na helmách. Packers drží obchodní práva na toto logo a dávají povolení dalším organizacím užívat podobné logo: týká se to University of Georgia a Grambling State University.
Mnohé týmy NFL používají v prvních zápasech sezóny bílé dresy, protože ty v pozdním létě lépe odráží světelné paprsky. Packers tak učili pouze dvakrát během prvních dvou utkání na startu sezóny 1989. Třetí sada dresů se zlatou barvou a zelenými čísly je v prodeji, ale v současnosti neexistuje plán na jejich využití v soutěžním utkání. Poté, co v roce 2012 NFL přešla od výrobce Reebok k Nike, Packers odmítli jakékoliv změny na designu svých dresů kromě loga výrobce a nového loga soutěže. Odmítli tak všechna vylepšení verze "Elite 51", včetně zachování tradičních pruhovaných límečků.

## Historie stadionu
Po prvních sezónách na Bellevue Parku a Hagemeister Parku se Packers pro domácí zápasy na roky 1925 až 1956 přestěhovali na City Stadium v Green Bayi. Zde získali prvních šest titulů šampionů NFL. Jakmile však NFL pohrozila klubu přesunutím licence do Milwaukee pokud se podmínky na stadionu nezlepší, město odpovědělo vybudováním moderního zázemí pro Packers, které se slavnostně otevřelo v roce 1957. Nový stadion se stal prvním v NFL, který byl exkluzivně postaven pouze pro americký fotbal. Lambeau Field se původně jmenoval City Stadium, stejně jako jeho předchůdce, ale byl přejmenován v roce 1965 po smrti Earla Lambeaua.
Když se v roce 1957 Lambeau Field otevíral, měl kapacitu 32 150 diváků. Až do konce 90. let prošel několika přestavbami, které zvýšily kapacitu na 60 890 diváků. V roce 2003 byl kompletně rekonstruován, rozšířil se počet míst, modernizovalo se vnitřní vybavení a bylo přidáno vstupní atrium. Tato renovace zvýšila kapacitu až na 72 928 návštěvníků. I přes mnohá rozšíření poptávka po lístcích stále výrazně převažuje nad nabídkou a od roku 1960 jsou všechny zápasy Packers vyprodány. Každý rok se na čekací listině na permanentní vstupenky objeví okolo 86 tisíc zájemců.
Packers od roku 1933 sehráli část svých domácích zápasů v Milwaukee, včetně dvou každý rok na stadionu County Stadium mezi roky 1953 až 1994. Tím se snažili rozšířit svou fanouškovskou základnu do Milwaukee a okolních velkých sídel. V 60. letech hrozba ze strany American Football League, která měla zájem vytvořit v Milwaukee fotbalový klub, donutila Packers přenést část zápasů právě sem, včetně finále konference 1967. I když County Stadium byl primárně baseballový stadion, vešlo se sem i fotbalové hřiště. Vylepšení a rozšíření provedená na Lambeau Filed do roku 1994 spolu s plánem na vybudování nového stadionu pro Milwaukee Brewers (kde by se americký fotbal již hrát nedal) zajistily, že Packers opustili County Stadium po 62 letech. Držitelé permanentek pro zápasy v Milwaukee dostali přednost na přípravné zápasy, domácí utkání číslo dvě a pět, a play-off v následující sezóně na stadion Lambeau Field.

## Hráči

### Členové Síně slávy profesionálního fotbalu
Packers mají v Síni slávy profesionálního fotbalu 24 členů, nejvíc po Chicagu Bears (27).
| Členové Green Bay Packers v Síni slávy profesionálního fotbalu | Členové Green Bay Packers v Síni slávy profesionálního fotbalu | Členové Green Bay Packers v Síni slávy profesionálního fotbalu | Členové Green Bay Packers v Síni slávy profesionálního fotbalu | Členové Green Bay Packers v Síni slávy profesionálního fotbalu | Členové Green Bay Packers v Síni slávy profesionálního fotbalu | Členové Green Bay Packers v Síni slávy profesionálního fotbalu | Členové Green Bay Packers v Síni slávy profesionálního fotbalu | Členové Green Bay Packers v Síni slávy profesionálního fotbalu | Členové Green Bay Packers v Síni slávy profesionálního fotbalu |
| Hráči                                                          | Hráči                                                          | Hráči                                                          | Hráči                                                          | Hráči                                                          | Hráči                                                          | Hráči                                                          | Hráči                                                          | Hráči                                                          | Hráči                                                          |
| Číslo                                                          | Jméno                                                          | Pozice                                                         | V klubu v letech                                               | Rok zvolení                                                    | Číslo                                                          | Jméno                                                          | Pozice                                                         | V klubu v letech                                               | Rok zvolení                                                    |
| -------------------------------------------------------------- | -------------------------------------------------------------- | -------------------------------------------------------------- | -------------------------------------------------------------- | -------------------------------------------------------------- | -------------------------------------------------------------- | -------------------------------------------------------------- | -------------------------------------------------------------- | -------------------------------------------------------------- | -------------------------------------------------------------- |
| 26                                                             | Herb Adderley                                                  | Cornerback                                                     | 1961–1969                                                      | 1980                                                           | 20                                                             | Earl "Curly" Lambeau                                           | Halfback Trenér                                                | 1919–1929 1930–1949                                            | 1963                                                           |
| 3                                                              | Tony Canadeo                                                   | Halfback                                                       | 1 941–1944 1946–1952                                           | 1974                                                           | 80                                                             | James Lofton                                                   | Wide Receiver                                                  | 1978–1986                                                      | 2003                                                           |
| 87                                                             | Willie Davis                                                   | Defensive end                                                  | 1960–1969                                                      | 1981                                                           | 24                                                             | Johnny "Blood" McNally                                         | Halfback                                                       | 1929–1933 1935–1936                                            | 1963                                                           |
| 4                                                              | Brett Favre                                                    | Quarterback                                                    | 1992–2007                                                      | 2016                                                           | 2                                                              | Mike Michalske                                                 | Guard                                                          | 1929–1935 1937                                                 | 1964                                                           |
| 75                                                             | Forrest Gregg                                                  | Offensive tackle                                               | 1956 1958–1970                                                 | 1977                                                           | 66                                                             | Ray Nitschke                                                   | Linebacker                                                     | 1958–1972                                                      | 1978                                                           |
| 38                                                             | Arnie Herber                                                   | Quarterback                                                    | 1930–1940                                                      | 1966                                                           | 51                                                             | Jim Ringo                                                      | Center                                                         | 1953–1963                                                      | 1981                                                           |
| 30                                                             | Clarke Hinkle                                                  | Fullback                                                       | 1932–1941                                                      | 1964                                                           | 89                                                             | Dave Robinson                                                  | Linebacker                                                     | 1963–1972                                                      | 2013                                                           |
| 5                                                              | Paul Hornung                                                   | Halfback                                                       | 1956–1962 1964–1966                                            | 1986                                                           | 15                                                             | Bart Starr                                                     | Quarterback                                                    | 1956–1971                                                      | 1977                                                           |
| 36                                                             | Cal Hubbard                                                    | Offensive tackle                                               | 1929–1933 1935                                                 | 1963                                                           | 31                                                             | Jim Taylor                                                     | Fullback                                                       | 1958–1966                                                      | 1976                                                           |
| 14                                                             | Don Hutson                                                     | Defensive end                                                  | 1935–1945                                                      | 1963                                                           | 92                                                             | Reggie White                                                   | Defensive end                                                  | 1993–1998                                                      | 2006                                                           |
| 74                                                             | Henry Jordan                                                   | Defensive tackle                                               | 1959–1969                                                      | 1995                                                           | 24                                                             | Willie Wood                                                    | Safety                                                         | 1960–1971                                                      | 1989                                                           |
| 64                                                             | Jerry Kramer                                                   | Guard                                                          | 1958–1968                                                      | 2018                                                           | 83                                                             | Ted Hendricks                                                  | Linebacker                                                     | 1974                                                           | 1990                                                           |
| Trenéři a funkcionáři                                          |                                                                |                                                                |                                                                |                                                                |                                                                |                                                                |                                                                |                                                                |                                                                |
| Jméno                                                          | Jméno                                                          | Funkce                                                         | Funkce                                                         | Funkce                                                         | V klubu v letech                                               | V klubu v letech                                               | V klubu v letech                                               | Rok zvolení                                                    | Rok zvolení                                                    |
| Vince Lombardi                                                 | Vince Lombardi                                                 | Trenér                                                         | Trenér                                                         | Trenér                                                         | 1959–1967                                                      | 1959–1967                                                      | 1959–1967                                                      | 1971                                                           | 1971                                                           |
| Ron Wolf                                                       | Ron Wolf                                                       | Generální manažer                                              | Generální manažer                                              | Generální manažer                                              | 1991–2001                                                      | 1991–2001                                                      | 1991–2001                                                      | 2015                                                           | 2015                                                           |

### Vyřazená čísla

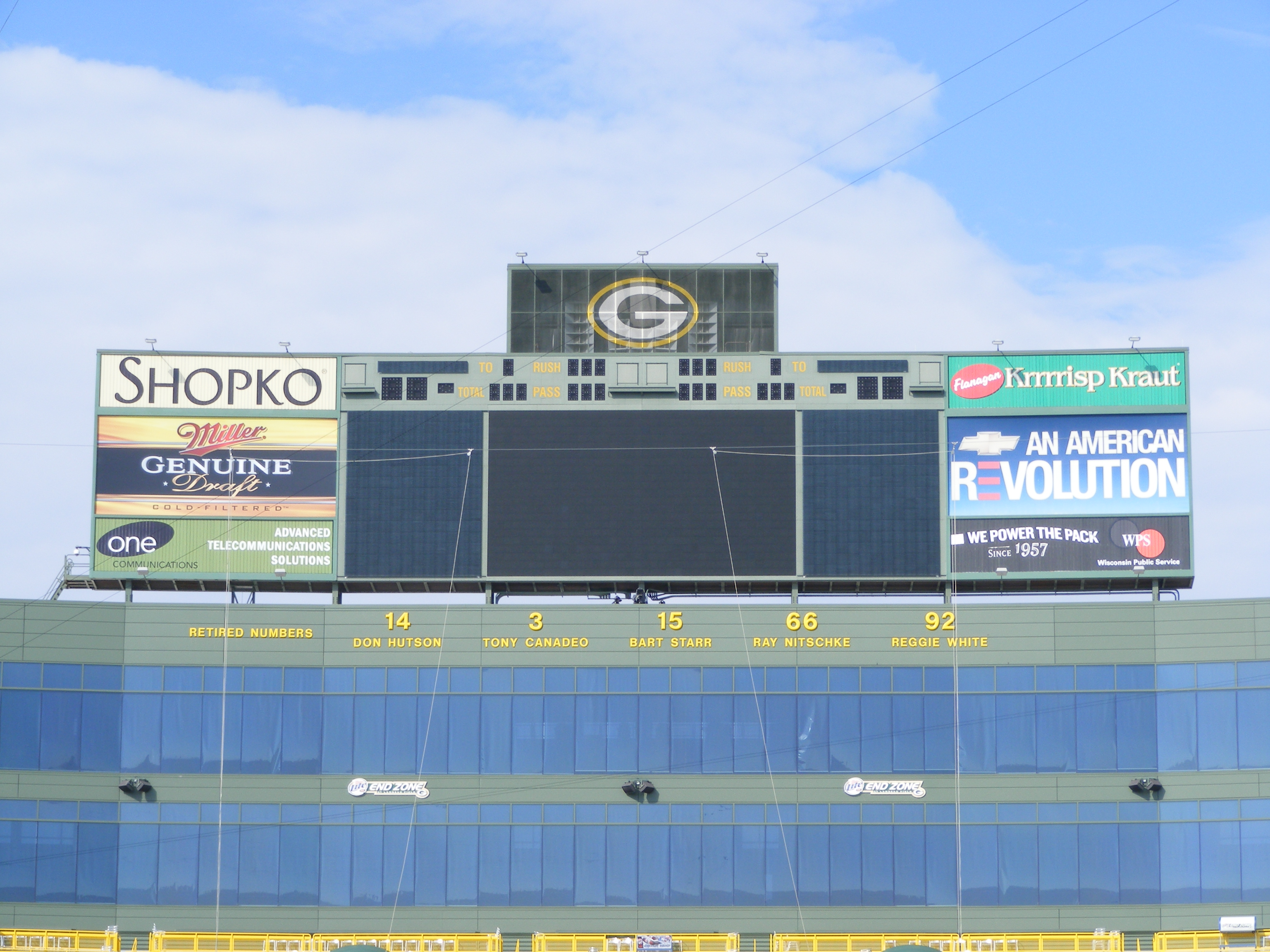
Vyřazená čísla jsou vidět na vnitřní straně fasády nad severní end zónou, říjen 2007

Za téměř sto let existence klubu Packers formálně vyřadili 6 čísel. Všichni tito hráči jsou členy Síně slávy profesionálního amerického fotbalu, a vyřazená čísla jsou vidět v atriu Lambeau Field a na vnitřní straně fasády nad severní end zónou.

### Draft
Hráči draftovaní v prvním kole za posledních deset sezón:
| Rok  | Pořadí | Jméno hráče                    | Pozice               | Univerzita                                                  |
| 2010 | 23     | Bryan Bulaga                   | Offensive tackle     | University of Iowa                                          |
| 2011 | 32     | Derek Sherrod                  | Offensive tackle     | Mississippi State University                                |
| 2012 | 28     | Nick Perry                     | Defensive end        | University of Southern California                           |
| 2013 | 26     | Datone Jones                   | Defensive end        | University of California                                    |
| 2014 | 21     | Ha Ha Clinton-Dix              | Safety               | University of Alabama                                       |
| 2015 | 30     | Damarious Randall              | Safety               | Arizona State University                                    |
| 2016 | 27     | Kenny Clark                    | Nose tackle          | University of California                                    |
| 2017 |        | nikdo                          |                      |                                                             |
| 2018 | 18     | Jaire Alexander                | Cornerback           | University of Louisville                                    |
| 2019 | 12 21  | Rashan Gary Darnell Savage Jr. | Defensive end Safety | University of Michigan University of Maryland, College Park |